# Jean-Louis Baribeau
Pour les articles homonymes, voir Baribeau.
Jean-Louis Baribeau, né le 19 mars 1893 à Sainte-Geneviève-de-Batiscan et mort le 26 décembre 1975 à Trois-Rivières, est un homme politique québécois, au Canada.

## Biographie

### Études et carrière
Il fait ses études au collège Sacré-Cœur à Victoriaville et les poursuit au Griffin's Business College à Springfield, dans l'État du Massachusetts.
Il est élu maire de Sainte-Geneviève-de-Batiscan le 10 janvier 1929. Il est également préfet du comté de Champlain du 10 mars 1936 au 12 juin 1940. En 1930, il est élu député conservateur à la chambre des communes dans Champlain. Il est défait en 1935. Il est ensuite nommé conseiller législatif de la division de Shawinigan le 14 janvier 1938. Il conserve ce poste jusqu'à l'abolition du Conseil législatif le 31 décembre 1968. Il est président du Conseil législatif du 1er février 1950 au 6 juillet 1960 et du 23 juin 1966 au 31 décembre 1968.

### Vie privée
Il épouse Aimée Trudel en 1923, avec qui il a quatre enfants, Gaëtan, Denyse, Roger et Michel. 1) Son fils, Gaëtan Baribeau (1928-2013), hématologue/oncologue, est marié à Rita Bédard puis à Claire Morrissette, et a cinq enfants (Lorraine, Michelle, Gaétane, Johanne et Julie). Il est décédé à Sainte-Geneviève-de-Batiscan en 2013. 2) Sa fille Denyse Baribeau (1930- ) est mariée au Juge Pierre Trudel depuis 1961 avec qui elle a cinq enfants (Monique, André, Alain, Hélène et Jean). 3) Roger Baribeau, dentiste, est décédé en 1993 à Haïti. Il est marié à Denise Normandin et a deux enfants (Christine Baribeau et Sophie Baribeau). 4) Michel Baribeau, oncologue/hématologue, est marié à Nicole Tremblay. Ils ont quatre enfants : Marie Baribeau, Louis Baribeau, François Baribeau et Anick Baribeau.